# Lutin

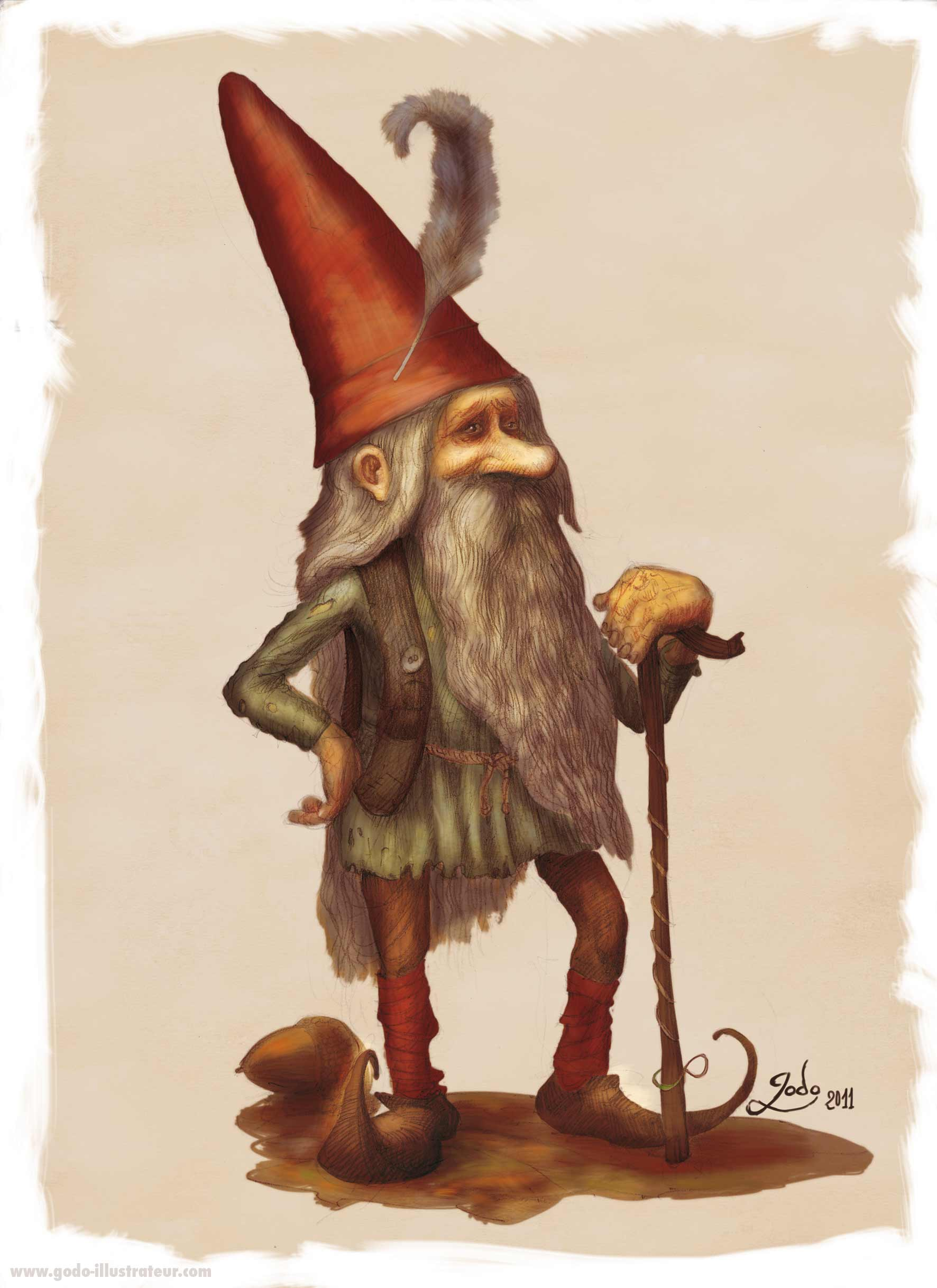
Un lutin con il tipico berretto rosso

Il lutin è una creatura notturna dall'aspetto antropomorfo di piccole dimensioni, nata dalla tradizione e dalle credenze popolari di alcune regioni francesi come Berry, Normandia e Piccardia. La tradizione francese nel corso dei secoli si è mischiata a quella mediterranea e nordica, dando così vita ad un folclore europeo.
Probabilmente ispirati alle divinità del focolare domestico ed agli "dèi locali" e della foresta (come potevano essere Penati e Satiri in epoca romana), il suo nome deriva dall'influenza linguistica del dio romano Nettuno e/o dal celtico Nuada entrambi legati all'acqua. Nel corso del Medioevo i lutin appaiono in alcuni codici e cronache già dotati di caratteristiche che restano conosciute nella nostra epoca. Gli abitanti dei villaggi cercavano di ingraziarseli oppure (a seconda delle diverse credenze) di allontanarli.
Oltre che per le sue dimensioni ridotte, il lutin è conosciuto per essere dispettoso, capace di tramutarsi in oggetti, piante od animali e rendersi invisibile. Egli è inoltre benevolo o in grado di attuare magie negative, altamente suscettibile, ossessionato dalle donne, si occupa del focolare e delle stalle.
Il loro mito si evolve e ingloba nuove creature nel corso del tempo e viene portato dai coloni francesi in America del Nord.
La confusione tra folletto, il nano dei paesi di origine germanica e l'elfo dei paesi scandinavi è frequente, ma la parola "lutin" resta legata particolarmente alle lingue romanze e alla Francia. Centinaia di piccole creature con nomi differenti possono essere accomunate a dei lutin, ormai diventato un termine generico che in Francia indica il piccolo popolo maschile. Dopo un periodo di forte regressione delle tradizioni e delle credenze, nel XX secolo, la Grande Encyclopédie des Lutins di Pietro Dubois segna l'inizio di un rinato interesse di un'abbondante produzione letteraria e artistica su questo soggetto.
Il lutin è ormai visto come un personaggio di fantasia e come l'assistente di Babbo Natale.

## Etimologia e terminologia
Il termine "lutin" (pronunciato [ly.tñ] ) come tutte le sue numerose varianti dall'area francofona, ha un'origine che ancora oggi suscita controversie tra i filologi.

### Testimonianze
Le prime attestazioni del termine risalgono al francese dell'XI secolo, in particolare "nuitum" nel dialetto di Rachi, rabbino della Champagne, che lo utilizzò nel suo commento circa il "Talmud", uno dei testi sacri dell'Ebraismo. Intorno al 1150, "neitun" ("mostro marino" in lingua francese), che sembra essere una forma ricostruita dall'editore, appare nel "Roman de Thèbes", romanzo francese medievale, in versi, ispirato alla Tebaide di Stazio. Tra il 1171 e il 1181, Chrétien de Troyes, utilizza il termine "netun" nel romanzo cavalleresco Yvain ou le Chevalier au Lion. Si ritrova l'appellativo "nuiton" nelle opere di Benoît de Sainte-Maure, in una forma senza dubbio influenzata dalla parola "nuit" ("notte") e, dal 1176 al 1181, la forma "luitun" nell'opera "Roman de Rou" di Wace, probabilmente per attrazione per il verbo "lutter" ("lottare"). La forma "luiton" venne utilizzata per la prima volta nel romanzo in prosa Perceforest, in seguito Walther von Wartburg, noto filologo svizzero, scrisse: «L'anziano francese scriveva all'inizio "netun", poi "nuiton" (dovuto a "notte"), in seguito "luiton", "luton" (dal verbo "luiter", forma arcaica del francese "lutter" - lottare), e infine "lutin"» che comunemente, nel Medioevo, indicava un genio malefico.
Émile Littré, noto filologo francese, descrive il "luitin", o "lutin" (folletto) come una "specie di demone della natura più maliziosa che cattiva che viene a tormantare gli uomini", precisando che "luiton" e "nuiton" generati dal francese arcaico, saranno utilizzati fino al XVII secolo.
In wallon, noto dialetto francese, il termine seguì un'evoluzione parallela: le forme dialettali "lûton" (la più rara, segnalata tra le altre a Huy, Durbuy e Ellezelles) e "nuton" (la più corrente segnalata in tutti i paesi del Namur) conducono al termine moderno "nuton".

### Teorie

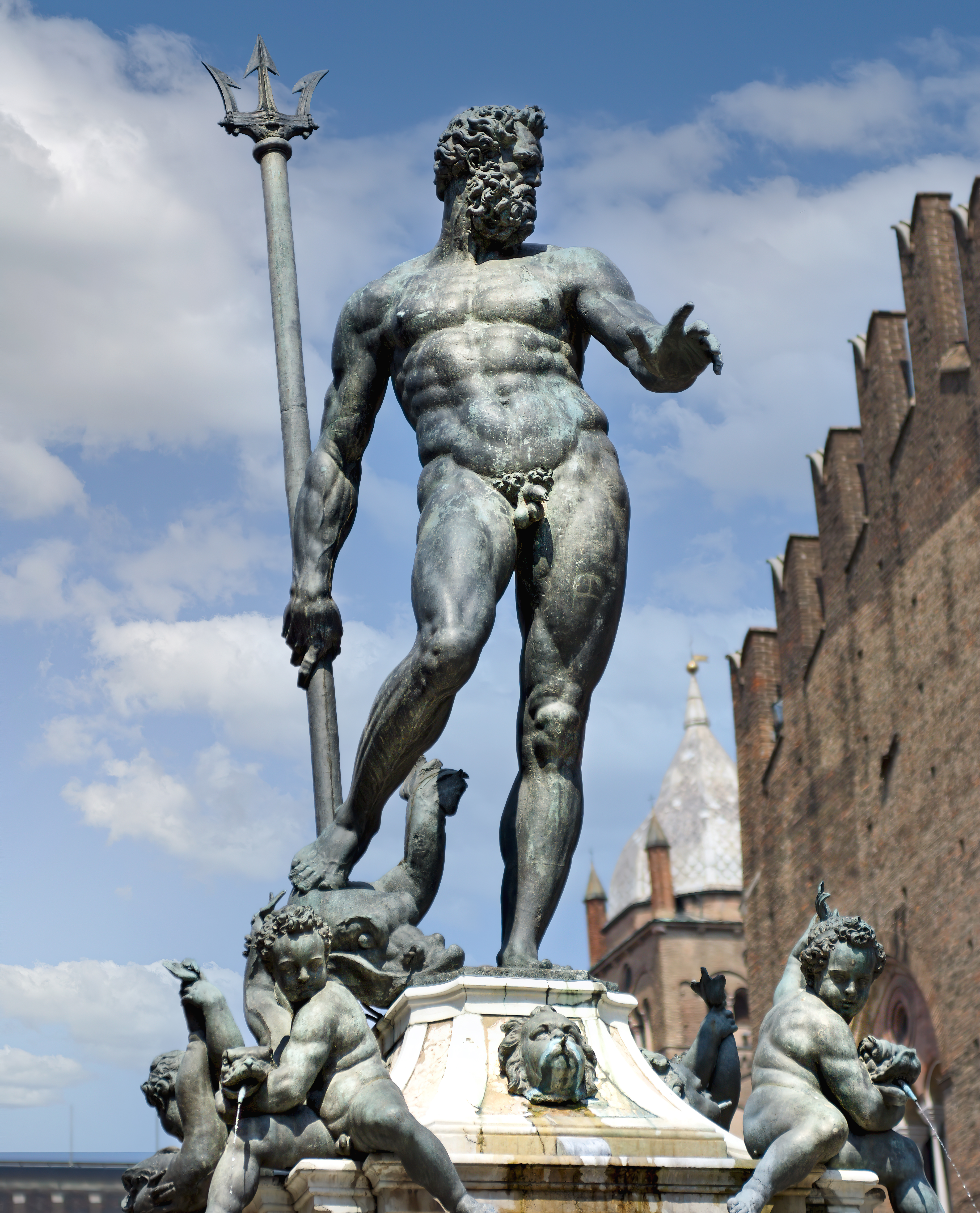
La Fontana del Nettuno a Bologna, opera del Giambologna

La teoria di Walther von Wartburg, ancora largamente accettata, ipotizza che tutti i nomi comuni antichi dei folletti derivino dal dio latino del mare Nettuno, svuotato della sua antica funzione divina dal cristianesimo e diventato egli stesso un demone pagano delle acque che dà origine a piccole creature malefiche acquatiche chiamate "neptuni". Questa concezione negativa può essere dovuta all'Ebraismo. Un sermone in latino di Sant'Eligio di Noyon, risalente al VII secolo, cita Nettuno fra i demoni ai quali è vietato rendere onore, dando testimonianza della sua persistenza fra le superstizioni.
Questa etimologia è ritenuta "indiscutibile" da numerosi filologi, dal momento che spiega il frequente legame fra il lutin, il mondo marino e i cavalli, due degli attributi el dio Nettuno.
Claude Sterckx e Jean Markale, citando le tradizioni medievali che associano i termini "netun" e "saumon" alle parola "salmone" o "pescatore", vedono il dio celtico delle acque Nudd (o Nuada, Noddens, Nutt) all'origine dell'etimologia della parola "lutin". Claude Lecouteux, che un tempo ha difeso la prima teoria dicendo che il lutin conobbe una diffusione troppo vasta per essere una semplice importazione celtica, più tardi ha accettato la tesi di Anne Martineau, che giudica la teoria etimologica celtica più probabile, pur suggerendo che le parole Neptunus e luiton avevano un'origine e un senso differente prima di riunirsi nella parola "lutin". Il primo sarebbe un genio domestico, il secondo un demone acquatico derivante da Nuada o un altro dio panindoeuropeo. Questo spiegherebbe la coesistenza dei due termini nel XIII secolo ed il fatto che i folletti del ciclo arturiano avessero pochi rapporti con l'acqua, mentre si osserva il contrario nella letteratura epica e negli altri romanzi.
Pierre Dubois cita un gran numero di antiche teorie linguistiche legate alla parola "nuit" (=notte), all'inglese "little" (=piccolo), o "hutin" (=rissoso) che designa un attaccabrighe. Collin de Plancy a sua volta vedeva il termine "lutte" (=lotta) all'origine di "lutin" e Pietro Dubois aggiunge, non senza ironia, che secondo Petrus Barbygère, i folletti sono dei discendenti del piccolo re spadaccino Lutt.

### Terminologia e campo semantico
Claude Lecouteux, si dispiace per l'assenza di una definizione del campo semantico dei folletti, ciò che provoca numerose idee false a loro soggetto, e una perdita della comprensione delle tradizioni e dei miti a cui loro sono legati. Nella famiglia dei folletti e dei nani possono essere raggruppati un grande numero di piccoli esseri, provenienti da differenti tradizioni in differenti regioni del mondo, tali che "i farfadets, servans, sottais, kobolds, nutons, matagots, gripets, korrigans o nisses". Il lutin ha un ruolo simile a quello dello "spirito della casa" dei paesi anglo-sassoni, la traduzione della parola in inglese può anche dare i seguenti significati "brownie, elfi, fate, gnomi, goblin, hobgoblin, Leprechaun, folletto, o Puck interpreta un ruolo simile a quello degli spiriti del focolare". Dal Medioevo, i folletti sono ugualmente chiamati "pazzerelli" in ragione dei loro salti di umore. Sono visti come degli esseri mascolini, sotto dei nomi che possono variare in "lupins", "letiens", "luitons", "luprons" et "ludions", "lutines" et "lupronnes". Sono all'origine del verbo "lutiner" che significa punzecchiare e tormentare nel vocabolario odierno e in Wallonie, dà nascita a l'espressione popolare "essere presi dal Luton", sia "essere stregati". Il dizionario di Furetière segnala alla fine delle antiche espressioni ormai inutilizzate: un bambino "bisbetico e cattivo" fu soprannominato "piccolo lutin", e un "vecchio scellerato", "vecchio lutin", alla fine del XVII secolo.

## Origini e trasformazioni linguistiche
L'origine dei folletti è intimamente legata alla credenza nei confronti dei geni della casa, situati nello «spazio intermedio tra la civilizzazione degli uomini, l'elemento selvaggio e il mondo sovrannaturale». Nei racconti popolari li si chiama folletti, nani, goblin, folletti, troll o ancora gnomi, appartengono alla vasta categoria delle divinità della natura di cui incarnano l'animo. I folletti sono influenzati dal cristianesimo, e da un insieme di credenze legate ai fantasmi.

### Cristianizzazione dei piccoli dèi pagani
Le antiche credenze celtiche, gallo-romane e latine contano un pantheon ricco di grandi divinità, quali Zeus, Lug o ancora Nettuno, e di piccole divinità, che danno vita a rapporti tra gli uomini, il loro focolare, le forze sovrannaturali e la natura. Claude Lecouteux cita particolarmente il dusius gallo-romano, "Dio del gioco diventato un angelo custode", il dio delle foreste Sylvanus (e le sue selve), i satiri (il cui lato osceno si ritrova in certe creature del piccolo popolo). Pierre Dubois e altri specialisti aggiungono il loro equivalente romano: le faune, Fauno, Pan, i Penati, i Lari, o ancora i genii catabuli, "geni della scuderia". Nei focolai romani, per esempio, era d'uso comune riferirsi a Lare, il "Dio della casa", in tutte le occasioni. L'evangelizzazione progressiva delle popolazioni provoca grandi cambiamenti nel panthéon, le autorità cristiane vietando dapprima il culto delle grandi divinità pagane, mentre le chiese e le cappelle sono costruite sul posto dei templi pagani. Ma i "piccoli dèi" del focolare, avvicina delle preoccupazioni quotidiane del popolo (avere dei raccolti abbondanti), degli animali in buona salute, una casa ben tenuta, ecc.), non si affacciano totalmente sulle campagne in ragione dell'attaccamento profondo dei paesani nei loro confronti. I culti diventano clandestini, segreti, i nomi si trasformano, le caratteristiche delle piccole divinità sono trasferite in altre creature discendenti da Nettuno o dal dio celtico Nudd, che sono gli antenati dei folletti. Per Anne Martineau: «Nudd o Nettuno che sia, alla fine, cosa importa: le due etimologie si accordano sul fatto che il lutin sia una creatura antica delle acque». Claude Sterckx aggiunge che: «essi sono verosimilmente caduti in basso in rapporto a ciò che doveva essere il loro prototipo pre-cristiano».

### Credenze mortuarie
Claude Lecouteux difende da molti anni una tesi secondo la quale una parte delle caratteristiche dei folletti e dei nani derivino dalle credenze relative alla morte, ai fantasmi ed all'alter ego, il che spiega perché siano poco chiacchieroni, perché detestino essere visti e perché il loro habitat sia spesso localizzato sotto terra. il reame dei folletti e dei nani, così spesso evocato, sarebbe dunque quello dei morti. Un indizio di questa credenza si trova nel dipartimento di Finistère, raccolto da Paul Sébillot, secondo la quale "alcuni dei folletti sono degli antichi fanti della fattoria che, avendo trascurato i cavalli affidati loro, sono condannati ad assisterli dopo la loro morte". Il lutin sarebbe allora considerato "un genio domestico che tenta di ottenere la salvezza attraverso il suo lavoro stancante". Ora, in tutte le credenze, gli antenati morti che si manifestano alle loro famiglie ed ai loro conoscenti possono dimostrarsi pericolosi. Il folclore francese ha conservato la tradizione tedesca secondo cui nani, folletti e fantasmi emettano lamenti e producano rumori per attirare i vivi in trappole.
Questo miscuglio con le credenze mortuarie potrebbe essere dovuto al cristianesimo e al divieto di venerare dèi pagani: ad un folletto di piccola taglia, venerato clandestinamente, risulta più facile nascondersi in un luogo sotterraneo. le credenze popolari legate ai piccoli dèi gioiosi e protettori avrebbero dunque integrato delle credenze mortuarie (vista la piccola taglia e l'habitat dei folletti), e altre derivanti dagli dèi ctoni da cui discendono Nudd e Nettuno (dato il loro rapporto primario con l'acqua).
Oltre alla taglia dei folletti, la loro fisionomia deforme, un archetipo proprio degli esseri ctoni, sarebbe dovuto a credenze mortuarie. Un'altra possibilità sarebbe che gli antenati dei folletti fossero stati inizialmente delle piccole creature ctonie, padrone del regno dei morti, ma che in ragione della posizione presa da Cristo, questa origine è contenuta solo in qualche indice.
Il lutin è influenzato da 'Hennequin, personaggio mortuario inquietante della caccia fantastica, per quanto riguarda il suo cappello appuntito. L'importanza del cappello dei folletti è sempre visibile nelle feste popolari come il carnevale di Malmedy.

### Confusioni linguistiche e sincretismo

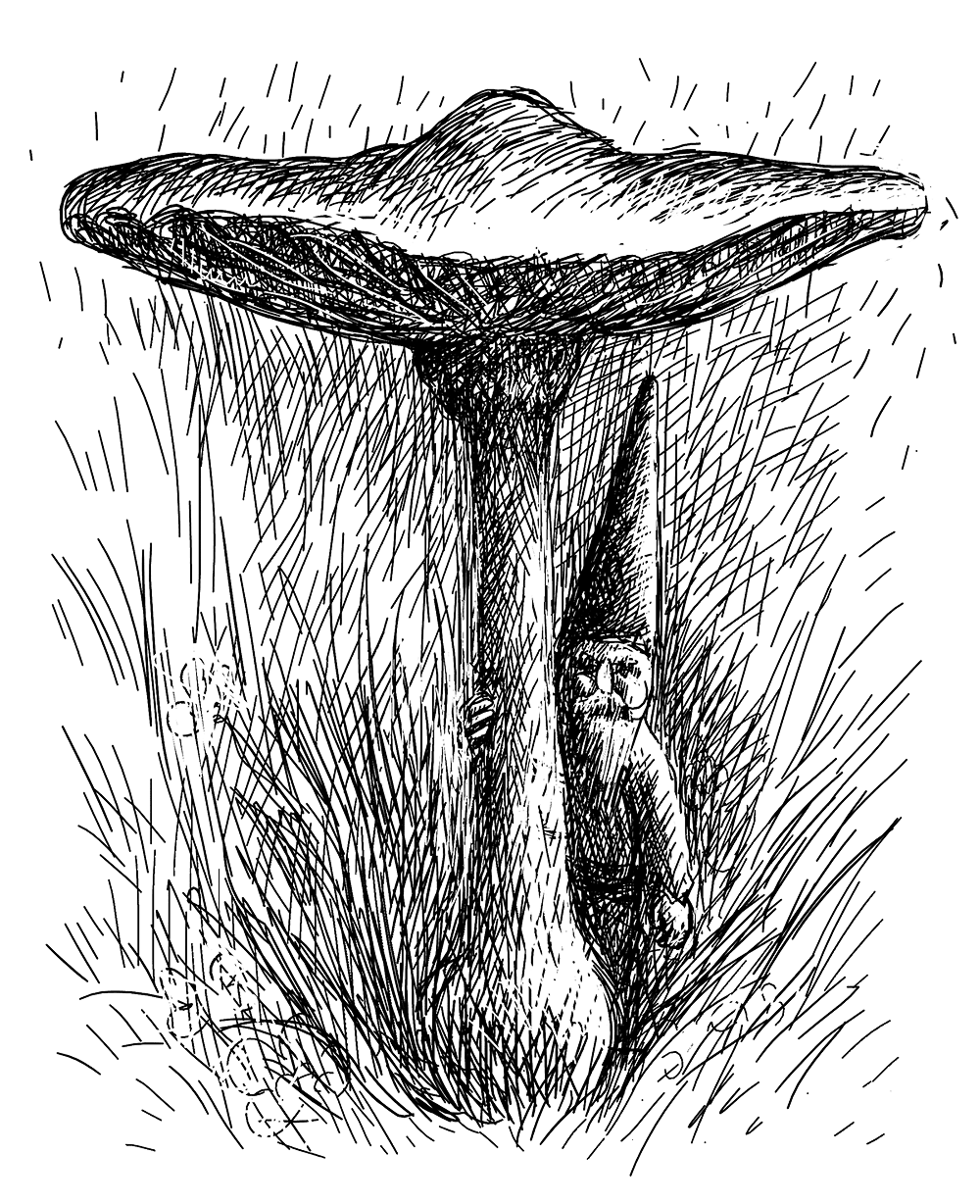
Uno gnomo nascosto dietro ad un'amanita.

Il "nano" è, in origine, tipico del mondo tedesco, mentre il "lutin" è legato al mondo romano, l'antico francese mantiene la distinzione tra "nuiton" e "nano". Ma gli autori dei testi medioevali devono rendere un vocabolo comprensibile alla maggior parte dei loro lettori, ragione per la quale il "zwerc", nano tedesco, è tradotto in italiano con "folletto", e viceversa. A partire dal X secolo, la distinzione fatta tra folletti, nani, elfi e gnomi si attenua in Francia e con il tempo i termini diventano dei sinonimi. Le annotazioni dei testi latini del X secolo "attestano la fusione tra creature differenti". Claude Lecouteux sottolinea che col termine dialettale tedesco "scrat", corrispondente al nano urlatore, sono intese creature che altri testi possono associare al lutin, tale che Faunus, Sylvanus e i satiri. Questa confusione di vocaboli perdura per numerose ragioni, in primo luogo l'evoluzione delle credenze diffuse oralmente, certe creature disperse e lasciando le loro caratteristiche a delle altre. I termini si mischiano fortemente: ne è un esempio la mandragora, da pianta diventa la bestia madridoule della Drome, il gatto Matagot, poi un nano o un lutin. Per non arrangiare niente, una creatura dello stesso nome può essere percepita differentemente in funzione dell'epoca, la letteratura popolare che trattiene questa confusione, e che traduce un importante sincretismo. Esiste tuttavia una tendenza a rendere i termini in italiano con "nano" o con "gnomo" per il piccolo popolo se è in relazione con le profondità della terra e con le sue ricchezze, e con "lutin" se abita in una casa o nei suoi dintorni. Verso il 1135, Hugues de Saint-Calais, vescovo di le Mans, designa con il nome Faunus quello che è visto più tardi come un lutin turbolento, mentre Maria di Francia traduce il nano monticolo, sia come nano di montagna che come lutin. Il raggruppamento tra folletti e nani è particolarmente visibile dal XIX secolo e la diffusione della favole popolari. Nel 1891, il tedesco Karl Grün scrisse che i folletti si rapportano a degli elfi e a degli lemori, ma anche ai cuboldi e ai Lari e che nell'ultimo caso, prendono il nome di folletti o di goblin. Questo commento diverte molto Pietro Dubois, constatando le difficoltà che hanno da sempre incontrato gli specialisti per stabilire una classificazione dei folletti.